# Kazimierz Plater
Kazimierz Plater (* 3. März 1915 in Vilnius; † 30. April 2004 in Warschau) war ein polnischer Schachspieler.
Die polnische Einzelmeisterschaft konnte er dreimal (1949, 1956 und 1957) gewinnen. Er spielte für Polen bei drei Schacholympiaden: 1952, 1956 und 1960. Dabei holte er aus 35 Partien insgesamt 14,5 Punkte. Außerdem wurde er in den Qualifikationsrunden zur Mannschaftseuropameisterschaft 1957 und 1961 aufgeboten.
Zweimal (1947 in Hilversum und 1957 in Dublin) spielte Plater bei Zonenturnieren, der ersten Qualifikationsstufe zur Weltmeisterschaft, und belegte jeweils Plätze im hinteren Mittelfeld.